# シュマゴラス
シュマゴラス (Shuma-Gorath) は、クトゥルフ神話の邪神であり、マーベル・コミックでキャラ付けがされたという特異な経歴がある架空のスーパーヴィラン。
アメコミの、マーベル社の作品に登場する。またマーベルvsカプコンを通じて、日本に入ってきている。

## 概要
クトゥルフ神話は1970年代にアメコミジャンルにも波及し、独自の邪神が創られた。それらの中でマーベル社アメコミから産まれた神々が、シュマゴラスやロイゴロスである。
シュマゴラスの名前の元ネタは、クトゥルフ神話草創期の作家であるロバート・E・ハワードのThe Curse of the Golden Skullに登場する「シュマゴラスの書」。
脚本家のロイ・トーマスによると、シュブ＝ニグラスをイメージしたという。初登場作品は『マーベル・プレミア』#3（1972）〜#14（1974）。この作品では、魔術師ヒーローであるドクター・ストレンジの敵（スーパーヴィラン）であった。ドルマムゥと同じ次元出身であり同時に支配者であるが、封印を解き復活と地球の支配を画策し、ストレンジの師であるエンシェント・ワンを吸収して、さらに配下の邪神たちをストレンジへとけしかけるが、ストレンジが葛藤の末にワンを殺すことで、復活を阻止することに成功する。その後も地球侵略を目論みヒーローたちと幾度と無く戦いを繰り広げている。
シュマゴラスの能力は、人の恐れる姿に変身することである。真の姿は、単眼の胴体から無数の触手が生えている化物。カラーが作品によって変わる。シュマゴラスの複眼の分身はクォゴスという。
REハワードの英雄コナンのコミカライズである『蛮人コナン』では、はるか古代のアトランティス時代に封印されたことが言及され、キンメリア時代にコナンと戦ったことが描かれる。
後にカプコンの2D対戦型格闘ゲーム『マーヴル・スーパーヒーローズ』に起用される。カプコンがオファーを出したとき、あまりにマイナーであったためにマーベル内部でも知る者はいなかったという逸話がある。語尾に「シュ」「しゅましゅ」をつける珍妙な口調で喋る。「シュマちゃん」と呼ばれ一定の人気を得た。

## MCU版
2022年公開の映画『ドクター・ストレンジ/マルチバース・オブ・マッドネス』に登場。本作では権利上の関係で、ネイモアの敵の名前を使用してでの登場となる。